# Schloss Drachselsried

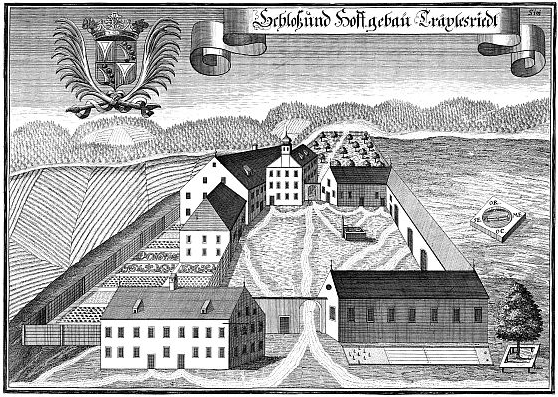
Schloss Drachselsried nach einem Stich von Michael Wening von 1726 mit dem Familienwappen derer von Frenau

Das Schloss Drachselsried ist ein denkmalgeschütztes (Aktennummer D-2-76-120-1) Schloss in der niederbayerischen Gemeinde Drachselsried im Landkreis Regen. Die Anlage wird auch als Bodendenkmal unter der Aktennummer D-2-6844-0012 mit der Beschreibung „untertägige Befunde des Mittelalters und der frühen Neuzeit im Bereich des ehem. Hofmarkschlosses in Drachselsried, darunter die Spuren von Vorgängerbauten bzw. älteren Bauphasen“ geführt. Heute ist hier das Drachselsrieder Schlossbräu untergebracht. Der Bau liegt etwa 310 m südlich der Dorfkirche St. Aegidius (Hofmark 1). Ebenso ist sie unter der Aktennummer D-2-76-120-1 als denkmalgeschütztes Baudenkmal von Drachselsried verzeichnet.

## Beschreibung
Ein Schlossgebäude In Drachselsried wird erstmals 1717 erwähnt. Nach dem Stich von Michael Wening von 1726 steht das Hofmarksschloss mit einem Zwiebelturm und einem Steildach in einem Ensemble von mehreren Gebäuden, die im Norden von einem Plankenzaun und im Süden von einer Randbebauung mit Wirtschaftsgebäuden umgrenzt wird. Am westlich gelegenen Eingang stehen das Gebäude des Wirtschaftshofes und daneben eines Stadels, zwischen beiden Gebäuden sind das Zugangstor und eine kleinere Eingangstür zu sehen. Im Innenbereich befindet sich ein Brunnen, ebenso ein Wirtschaftsgarten.
Das heutige barocke Hofmarkschlossgebäude geht auf die 2. Hälfte des 18. Jahrhunderts zurück und wurde nach Ende seiner Nutzung als Schloss in die Brauerei integriert und zu einer Gaststätte umfunktioniert. Der Gasthof zum Schlossbräu ist ein dreigeschossiger Walmdachbau. Die Fenster besitzen barockisierende Putzgliederungen.

## Geschichte
Die Gründung von Drachselsried geht auf die Grafen von Bogen im 12. Jahrhundert zurück; für ihr Hauskloster Oberaltaich stifteten sie Güter in Drachselsried. In einer Bulle durch Papst Lucius III. vom 2. September 1184 erhielt Abt Wolfram (ca. 1184–1194) vom Kloster Oberaltaich auch eine Bestätigung über dessen Besitzungen, darunter wird auch „Drasselesriede“ erstmals erwähnt. Die Grafen von Bogen hatten die Vogtei über das Kloster inne und waren bemüht, den Klosterbesitz an sich zu bringen. Besonders Graf Albert IV. entfremdete ehemaliges Klostergut, das er aber bei seinem Antritt zu dem Kreuzzug am 25. März 1220 wieder zurückgab. So werden in einer Urkunde von Papst Gregor X. vom 24. September 1274 dem Kloster Güter in 132 Ortschaften bestätigt, darunter auch in „Drahselrid“ acht Güter und eine Mühle. Die hohe und die niedere Gerichtsbarkeit stand den Grafen von Bogen und nach deren Aussterben 1242 dem Wittelsbachschen Landesherren Otto II. zu. Das Kloster blieb aber bis zur Säkularisation von 1803 ein wesentlicher Grundbesitzer.
Der Ort ist Ende des 14. Jahrhunderts nach dem Aussterben der Tuschl von Söldenau 1397 an die mit ihnen verschwägerten Degenberger gekommen. Die Ortschaft blieb bis 1551 in der Hand der Degenberger. Sie übten hier die niedere Gerichtsbarkeit aus und inkorporierten Drachselsried ihrem Gut Altnußberg. Durch diese enge Verbindung erschien Drachselsried nicht in den Landtafeln des 15. Jahrhunderts; erst in den Landtafeln ab 1506 erscheint Hans VI. von Degensberg als Besitzer der Hofmark Drachselsried. 1544 wird er auch als Vogtherr über diese Ortschaft genannt. 1551 schenkt er seinem treuen Diener und Pfleger zu Degenberg, Balthasar Kürmreutter, die Hofmark Drachselsried mit allen Zugehörungen. Aus der Hofmarksbeschreibung von 1558 war hier „ain gemauert Stöckel, ain Hofpau, ain tafern, ain Müll, ain smit, ain alte preuens gerechtickhait“. 1567 verkauft der Kürmreutter die Hofmark an Christoph Preudoffer. Diese Familie saß bis 1665 auf der Hofmark. Der letzte aus dieser Familie war Adam Christoph Preudorffer, der ab 1652 der Besitzer war. 1665 verkaufen die Erben des Adam Christoph die Hofmark an Georg Schaunberger, Pflegsverwalter zum Pernstain. Bis 1716 blieb dieses Geschlecht die hiesigen Besitzer. 1716 verkauft Joseph Joachim Schauberger die Hofmark an Johann Franz Freiherr von Wettzell, kurbaierischer Gesandter beim Reichstag. In der Hofmarksbeschreibung erscheinen hier erstmals ein Schloss sowie ein Mayerhaus und ein Bräuhaus. Der Freiherr von Wettzell verstarb bereits 1717, seine Frau verblieb aber bis 1720 auf der Hofmark. Für kurze Zeit ging diese dann an Joseph Weingärtner von Haibach, aber bereits 1722 an den Straubingischen Regierungskanzler und Lehensprobt David Ignaz Coloman von Frenau und Offenstetten über. In der Beschreibung durch Michael Wening heißt es: „Das Schlößl ist zwar von ersten Freinds-Zeiten noch zimblich ruiniert, doch von dem jetzigen Besitzer widerumben in guten Standt gerichtet“. 1758 testierte die Witwe Maria Catharina Freiin von Frenau, geb. von Ziegler, die seit 1735 als Hofmarksinhaberin eingetragen ist, ihre beiden Hofmarken Drachselsried und Wettzell dem Kloster Gotteszell, „allwo (sie) schon lange Jahre her so viele Gnaden und gutthaben genoßen“ und ihr Sohn als Pater Wilhelm Subprior des Klosters gewesen ist. Nach dem Tod der Stifterin wurde dies 1761 auch vollzogen und bis 1768 kamen die Hofmarken an das Kloster. Allerdings prozessierten 1763 Verwandte, und zwar Frau von Eiser und die Obristengattin von Rasso (beide geb. von Ziegler), gegen diese Bestimmungen. Letztendlich wurde gegen das Kloster entschieden, das sich mit einer Geldentschädigung abfinden musste.
Um 1780 ging die Hofmark an die Familie Poschinger über. Der erste ist von 1780 bis 1786 Johann Michael Poschinger, dieser erneuerte 1780 das Schl|össchen. Am 2. Januar 1787 hat er diese an seine Söhne Johann Michael, Ignaz, Martin, Joseph Anton und Benedikt von Poschinger übergeben. Von 1813 bis 1830 wurde Benedikt von Poschinger der Lehensherr. Er bemühte sich vergeblich, in Drachselsried ein Ortsgericht zu errichten, hingegen wurde Patrimonialgericht I. Klasse (gemeinsam mit Wettzell) gestattet. Unter seinem Nachfolger Johann Michael II. von Poschinger wurde dieses in ein Patrimonialgericht II. Klasse umgewandelt und 1848 im Zuge der Neuordnung des bayrischen Gerichts- und Verwaltungswesens aufgelöst. 1865 verkauften die Poschinger ihren hiesigen Besitz und 1871 auch noch Waldungen an den bayerischen Staat.
Am 5. August 1865 wurde das Gut an die damaligen Brauerei- und Gutspächterseheleute Xaver und Maria Müller in Drachselsried mit 133 Tagwerk für 53.000 fl verkauft. Am 19. Mai 1880 übergaben sie an ihren Sohn Johann Müller und dessen Braut Monika Mühlbauer. Johann Müller starb bereits 1885 und die Witwe und Alleinerbin verehelichte sich 1886 zum zweiten Mal, und zwar mit Franz Bruckmaier aus Arnbruck. Aus dieser Ehe gingen vier Töchter und der Sohn Franz hervor. In dieser Zeit wurde 1894 der Bau eines Dampfbräuhauses und 1898 der Bau eines Sudhauses unternommen, so dass vom herkömmlichen Winterbrauen auf ganzjährige Biererzeugung umgestellt werden konnte. Nach dem Tod ihres Gatten († 1909) verehelichte sich die Witwe nochmals, und zwar mit Michael Schötz, einem Kramersohn aus Thalersdorf, heute ein Gemeindeteil von Arnbruck. Das Brauereianwesen war aber am 18. April 1910 an ihren sechzehnjährigen Sohn Franz überschrieben worden. Franz Bruckmaier ist im Ersten Weltkrieg gefallen und testamentarisch ist das Eigentum an seine vier Schwestern Maria Kamm, Monika Achatz, Berta und Karolina Bruckmaier gefallen. Am 16. April wurde Berta Bruckmaier Alleineigentümerin, die sich im darauf folgenden Jahr mit Otto Bruckmayer, Posthaltersohn von Bodenmais verehelichte. Otto und Berta Bruckmayer hatten die sechs Söhne Otto, Franz, Egon, Richard, Kuno und Herbert und zwei Töchter namens Berta und Martha. Otto Bruckmayer verstarb 1956 und seine Witwe Berta beerbte ihn gemäß Ehe- und Erbvertrag vom 16. Juni 1921. Sie übergab noch im Jahre 1956 den Gesamtbesitz an ihren Sohn Richard, der zusammen mit seinen Brüdern Egon, Kuno und Herbert im Jahre 1957 die Brauerei in eine OHG umwandelte. Seit 1978 befindet sich die Brauerei im Alleineigentum von Richard Bruckmayer bzw. seit 2009 in der Hand von Marianne Bruckmayer.

## Varia
Um das Schloss Drachselsried rankt sich eine Sage. Nach dieser soll auf dem Schloss Drachselsried ein böser Schlossherr gehaust haben. Als im Dreißigjährigen Krieg die Schweden in den Bayerischen Wald kamen, erzählten die unterdrückten Dorfbewohner von dem reichen Schlossherrn, der aber seine Schätze schon weggebracht hatte. Als die Schweden ihn befragten, wo sein Reichtum sei, sagte er, er habe nichts. Darauf haben ihn die Schweden gemartert und er ist an dem Schwedentrunk elendiglich verstorben, der Schatz soll aber weiterhin vergraben sein und vom Teufel bewacht werden.
Eine für eine Brauerei einmalige Besonderheit war das von Otto Bruckmayer zu Zeiten der beginnenden Inflationszeit am 29. August 1923 herausgegebene Notgeld, nämlich ein Fünfhunderttausendmarkschein und ein Einmillionenschein. Solches Notgeld gaben neben Kommunen ansonsten nur Banken oder größere Unternehmen heraus. Diese mit amtlicher Genehmigung herausgegebenen Zahlungsmittel waren Ersatzmittel, die den Mangel an staatlichen Geldscheinen beheben sollten. Die Geldscheine von der Schloßbrauerei Drachselsried waren durchnummeriert und einzeln von Otto Bruckmayer unterschrieben und sind bis heute für Sammler als Zeitdokument von Wert.